# Alpesisí az 1968. évi téli olimpiai játékokon
Az 1968. évi téli olimpiai játékokon az alpesisí versenyszámait február 9. és 17. között rendezték Chamrousse-ban. A férfiaknak és a nőknek is 3–3 versenyszámban osztottak érmeket.

## Éremtáblázat
(A rendező nemzet eltérő háttérszínnel, az egyes számoszlopok legmagasabb értéke, vagy értékei vastagítással kiemelve.)
| Az 1968. évi téli olimpiai játékok éremtáblázata alpesisíben | Az 1968. évi téli olimpiai játékok éremtáblázata alpesisíben | Az 1968. évi téli olimpiai játékok éremtáblázata alpesisíben | Az 1968. évi téli olimpiai játékok éremtáblázata alpesisíben | Az 1968. évi téli olimpiai játékok éremtáblázata alpesisíben | Olimpia  |
| ------------------------------------------------------------ | ------------------------------------------------------------ | ------------------------------------------------------------ | ------------------------------------------------------------ | ------------------------------------------------------------ | -------- |
|                                                              | Ország                                                       | Arany                                                        | Ezüst                                                        | Bronz                                                        | Összesen |
| 1.                                                           | Franciaország (FRA)                                          | 4                                                            | 3                                                            | 1                                                            | 8        |
| 2.                                                           | Ausztria (AUT)                                               | 1                                                            | 1                                                            | 3                                                            | 5        |
| 3.                                                           | Kanada (CAN)                                                 | 1                                                            | 1                                                            | 0                                                            | 2        |
|                                                              |                                                              |                                                              |                                                              |                                                              |          |
| 4.                                                           | Svájc (SUI)                                                  | 0                                                            | 1                                                            | 2                                                            | 3        |
|                                                              |                                                              |                                                              |                                                              |                                                              |          |
| Összesen                                                     | Összesen                                                     | 6                                                            | 6                                                            | 6                                                            | 18       |

## Érmesek

### Férfi
| Az 1968. évi téli olimpiai játékok férfi érmesei alpesisíben |                                         |         |                                    |         |                                    |         |
| Versenyszám                                                  | Arany                                   | Arany   | Ezüst                              | Ezüst   | Bronz                              | Bronz   |
| Lesiklás                                                     | Jean-Claude Killy · Franciaország (FRA) | 1:59,85 | Guy Périllat · Franciaország (FRA) | 1:59,93 | Jean-Daniel Dätwyler · Svájc (SUI) | 2:00,32 |
| Műlesiklás                                                   | Jean-Claude Killy · Franciaország (FRA) | 1:39,73 | Herbert Huber · Ausztria (AUT)     | 1:39,82 | Alfred Matt · Ausztria (AUT)       | 1:40,09 |
| Óriás-műlesiklás                                             | Jean-Claude Killy · Franciaország (FRA) | 3:29,28 | Willy Favre · Svájc (SUI)          | 3:31,50 | Heini Messner · Ausztria (AUT)     | 3:31,83 |

### Női
| Az 1968. évi téli olimpiai játékok női érmesei alpesisíben |                                          |         |                                    |         |                                    |         |
| Versenyszám                                                | Arany                                    | Arany   | Ezüst                              | Ezüst   | Bronz                              | Bronz   |
| Lesiklás                                                   | Olga Pall · Ausztria (AUT)               | 1:40,87 | Isabelle Mir · Franciaország (FRA) | 1:41,33 | Christl Haas · Ausztria (AUT)      | 1:41,41 |
| Műlesiklás                                                 | Marielle Goitschel · Franciaország (FRA) | 1:25,86 | Nancy Greene · Kanada (CAN)        | 1:26,15 | Annie Famose · Franciaország (FRA) | 1:27,89 |
| Óriás-műlesiklás                                           | Nancy Greene · Kanada (CAN)              | 1:51,97 | Annie Famose · Franciaország (FRA) | 1:54,61 | Fernande Bochatay · Svájc (SUI)    | 1:54,74 |